# Enrico Zuccalli
Enrico Zuccalli (* um 1642 in Roveredo; † 8. März 1724 in München) war ein bedeutender Baumeister des süddeutschen Barock. Zu seinen Hauptwerken gehören das Schloss Nymphenburg, die Theatinerkirche in München, das Palais Porcia in München, das Schloss Schleißheim und die Klosterkirche Ettal.

## Leben

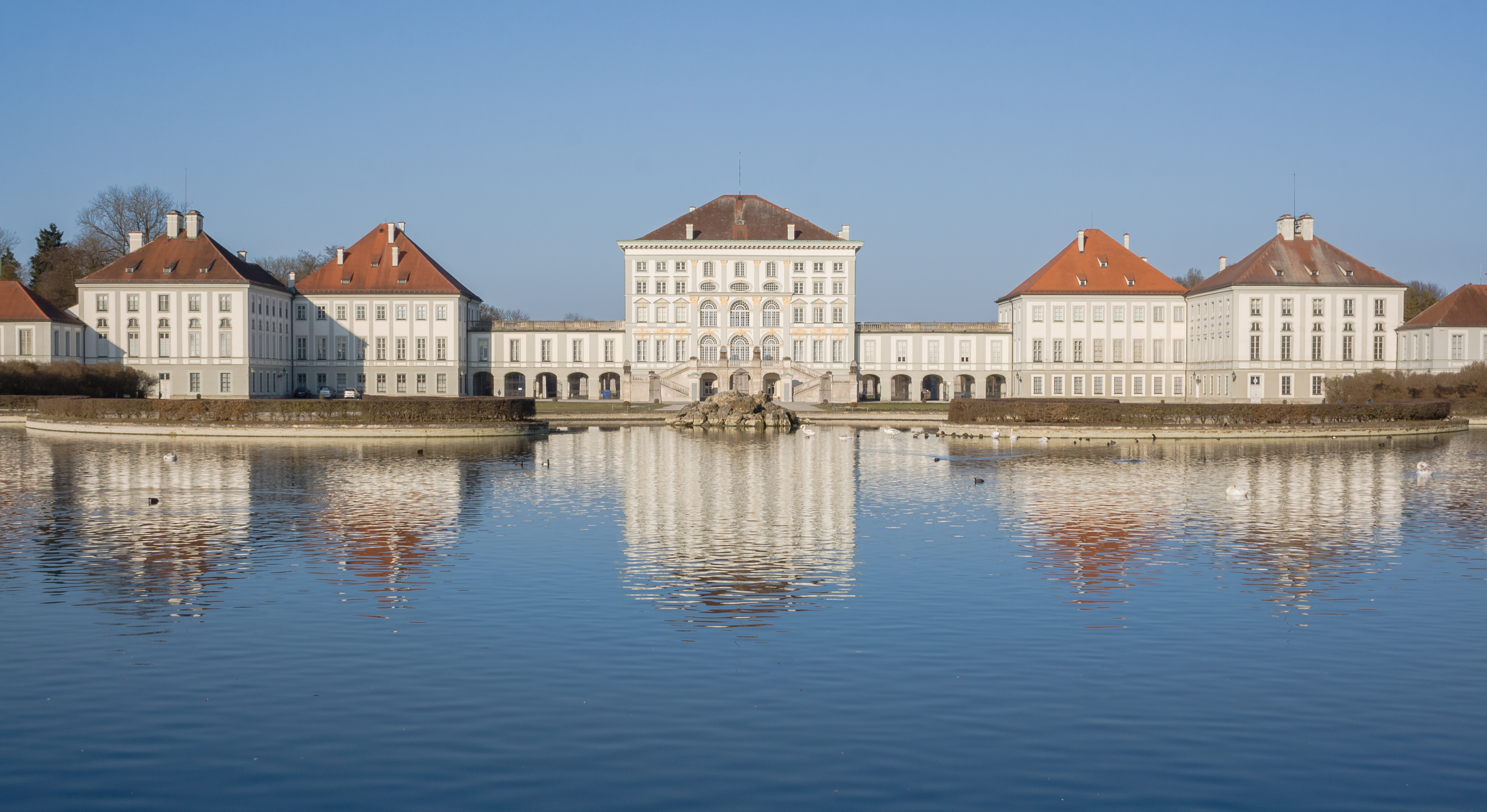
Schloss Nymphenburg

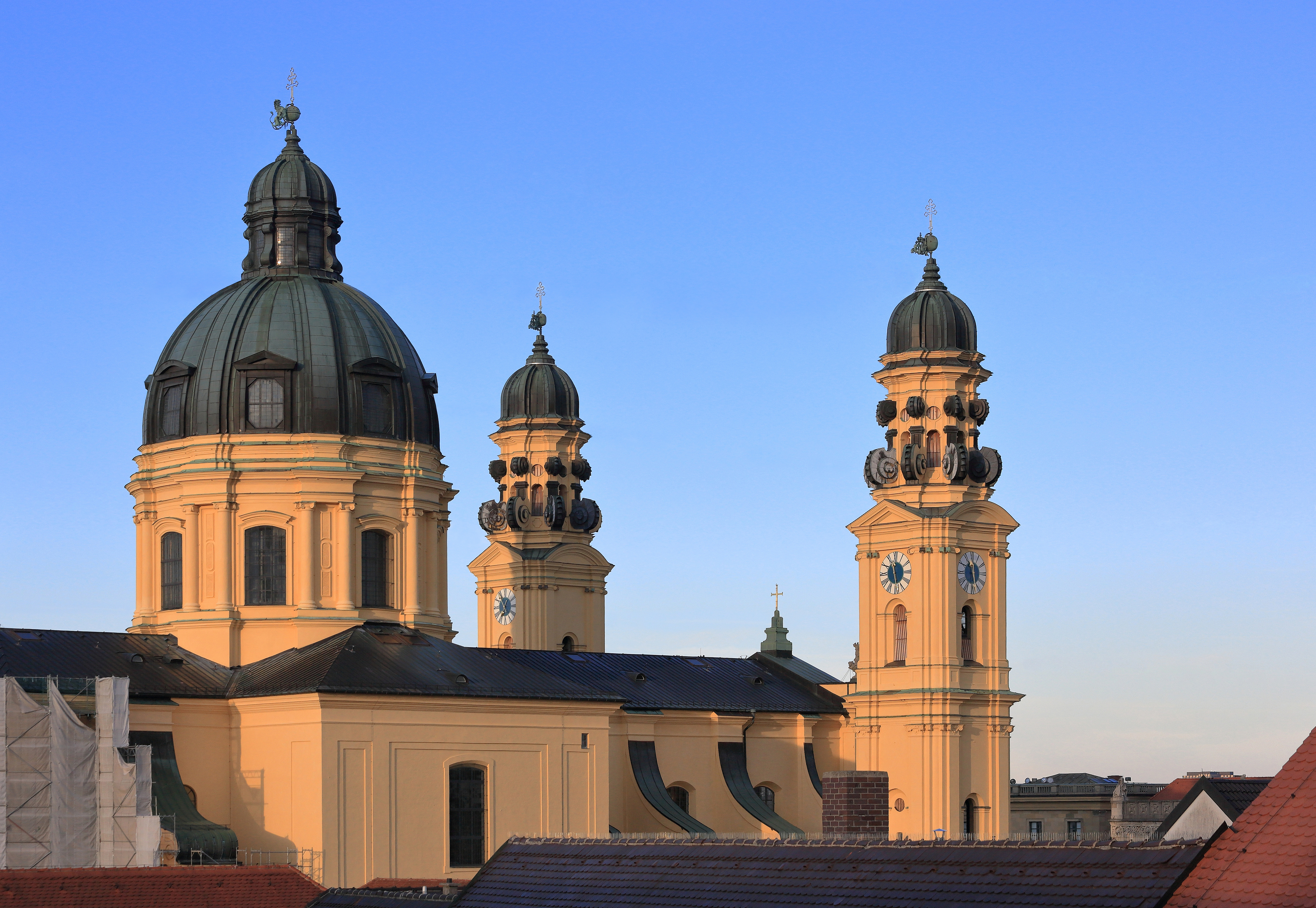
Theatinerkirche

Enrico, manchmal auch Henrico oder Johann Heinrich, war der Sohn von Giovanni Zucalli (um 1629–1678) aus Roveredo, der bereits ab 1660 in der Basilika St. Lorenz in Kempten als Stuckateur gearbeitet hatte. Seine umfassende Ausbildung erfuhr Enrico Zuccalli bei seinem Schwager Gasparo Zuccalli, durch den es ihm auch ermöglicht wurde, im Jahre 1669 nach München zu kommen. Zuvor hatten Rom- und Parisaufenthalte im Umkreis von Gian Lorenzo Bernini den Stil Zuccallis dauerhaft geprägt.
Als erstes erhielt Enrico die Aufgabe, den Gebäudekomplex rund um die Gnadenkapelle in Altötting, seit 500 Jahren der bedeutendste Marienwallfahrtsort Deutschlands, neu zu gestalten. Als Bauleiter stand ihm Giovanni Antonio Viscardi aus dem Nachbardorf San Vittore zur Seite, der später selbst ein angesehener Architekt in Bayern werden sollte. Auch sein Schwager Kaspar zog nach Fertigstellung des Klosters Andechs hierher und unterstützte ihn bei diesem Großprojekt, das sieben Jahre in Anspruch nahm. In München wurde Zuccalli 1673 kurbayerischer Hofbaumeister in Bayern als Nachfolger von Agostino Barelli. Er übernahm dessen Baustellen und vollendete die Theatinerkirche in München sowie das Schloss Nymphenburg. 1677 wurde Zuccalli zum Oberbaumeister befördert, 1689 avancierte er zum Hofkammerrat. Er heiratete 1682 Maria Magdalena Caduff. Anfang Juli 1684 bis Anfang März 1685 reist Zuccalli für Studienzwecke nochmals nach Paris, nach seiner Rückkehr entwickelte sich eine heftige Rivalität zu Giovanni Antonio Viscardi, der mittlerweile zum zweiten Hofbaumeister ernannt worden war. Er erreichte dessen vorübergehende Ablösung.
Zwischen 1684 und 1688 entwarf und baute Zuccalli für Kurfürst Maximilian II. Emanuel das Schloss Lustheim im Park von Schloss Schleißheim, 1689 den Schleißheimer Kanal. Ein weiteres seiner Werke ist das Palais Porcia in München (1693). Von den zahlreichen weiteren Adelspalästen Zuccallis in München, wie dem Palais Törring-Seefeld am Rosental 7, dem Palais Törring-Stein (Palais La Rose) an der Dienerstraße, dem Palais Au (Palais Ow) an der Herzogspitalstraße oder dem Palais Berchem an der Theatinerstraße hat sich nichts mehr erhalten. 1695 ging er nach Lüttich und kam anschließend nach Bonn, wo er im Auftrag des Kurfürsten Joseph Clemens von Bayern ein Residenzschloss erbauen sollte, das Kurfürstliche Schloss. 1697 erfolgte die Grundsteinlegung des Schlosses, das jedoch erst nach 1715 durch Robert de Cotte vollendet wurde. Mit seinen gewaltigen Abmessungen gehört es zu den monumentalen Architekturschöpfungen des europäischen Barock.
Zuccallis Bauten sind vom italienischen Hochbarock geprägt. In diesem Stil entstanden 1696 die ersten Pläne einer Sommerresidenz des bayerischen Kurfürsten in Schleißheim. Schon ab 1695 war Zuccalli immer wieder in München und begann 1701 mit dem Bau des Neuen Schlosses in Schleißheim. 1702 wurde der Widersacher Viscardi wieder Hofbaumeister in München, Zuccalli musste ihm den Bau von Schloss Nymphenburg überlassen. Zuccalli wurde dann 1706 aufgrund der österreichischen Administration Bayerns aller seiner Ämter enthoben und lebte bis 1714 im Kloster Ettal. Zuccalli ummantelte hier die gotische Klosterkirche Mariä Himmelfahrt, der er mit einer Doppelturmfassade eine barocke Prospektwirkung über dem ebenfalls neugestalteten großen Hof gab. Das eigentliche Kloster legte er nun als Zweihofanlage in den bisher unbebauten Ostteil der Anlage. Das Zeltdach und das gotische Gewölbe plante er mit einer stützenlosen Kuppel zu ersetzen. Mangelnde Geldmittel verzögerten jedoch die einzelnen Bauetappen.
Nach 1714 setzte Zuccalli nach der Rückkehr des Kurfürsten aus dem Exil noch den Bau des Treppenhauses im Neuen Schloss Schleißheim nach seinen Plänen durch. Die Treppenläufe und Podeste liegen innerhalb eines hohen weiten Saales, eine Idee die Balthasar Neumann später beim Entwurf der Schlosstreppen von Augustusburg in Brühl und der Residenz in Würzburg aufgriff. Auf den späteren Innenausbau von Schleißheim ab 1719 hatte Zuccalli jedoch keinen Einfluss mehr. Zum neuen, französisch geschulten Hofbaumeister Joseph Effner, der das Neue Schloss vollendete, fand Zuccalli keinen Zugang. Bis zuletzt stand Zuccalli jedoch im hohen Ansehen beim Kurfürsten. 1717–1721 war Zuccalli noch am Neubau des Franziskanerklosters Mittenheim bei Schleissheim tätig.
Mit ungefähr 80 Jahren starb Enrico Zuccalli am 8. März 1724 in München. Er gilt neben Giovanni Antonio Viscardi als der Hauptvertreter des Münchner Hochbarocks. Mit dem Tod von Enrico Zuccalli ging in Kurbayern die lange Vorherrschaft der Baumeister aus dem Misox endgültig zu Ende, einheimische Kräfte hatten mit der Rückkehr von Kurfürst Max II. Emanuel aus dem Exil bereits die Führung übernommen. Die nächsten Jahre dominierte am Hof der französisch inspirierte Spätbarock (Régence), aus dem sich das bayerische Rokoko entwickelte.

## Werke (Auswahl)
- Weiterbau von Schloss Nymphenburg (ab 1673)
- Weiterbau der Theatinerkirche in München (ab 1673)
- Kapellplatz in Altötting (1674, ohne den geplanten Neubau der Kirche)
- Schloss Lustheim (ab 1684)
- Palais Porcia in München (ab 1693)
- Kurfürstliche Schloss in Bonn (ab 1697)
- Schloss Harlaching (1701)
- Neues Schloss  Schleißheim (ab 1701)
- Pläne für die Klosterkirche von Kloster Ettal (ab 1709)

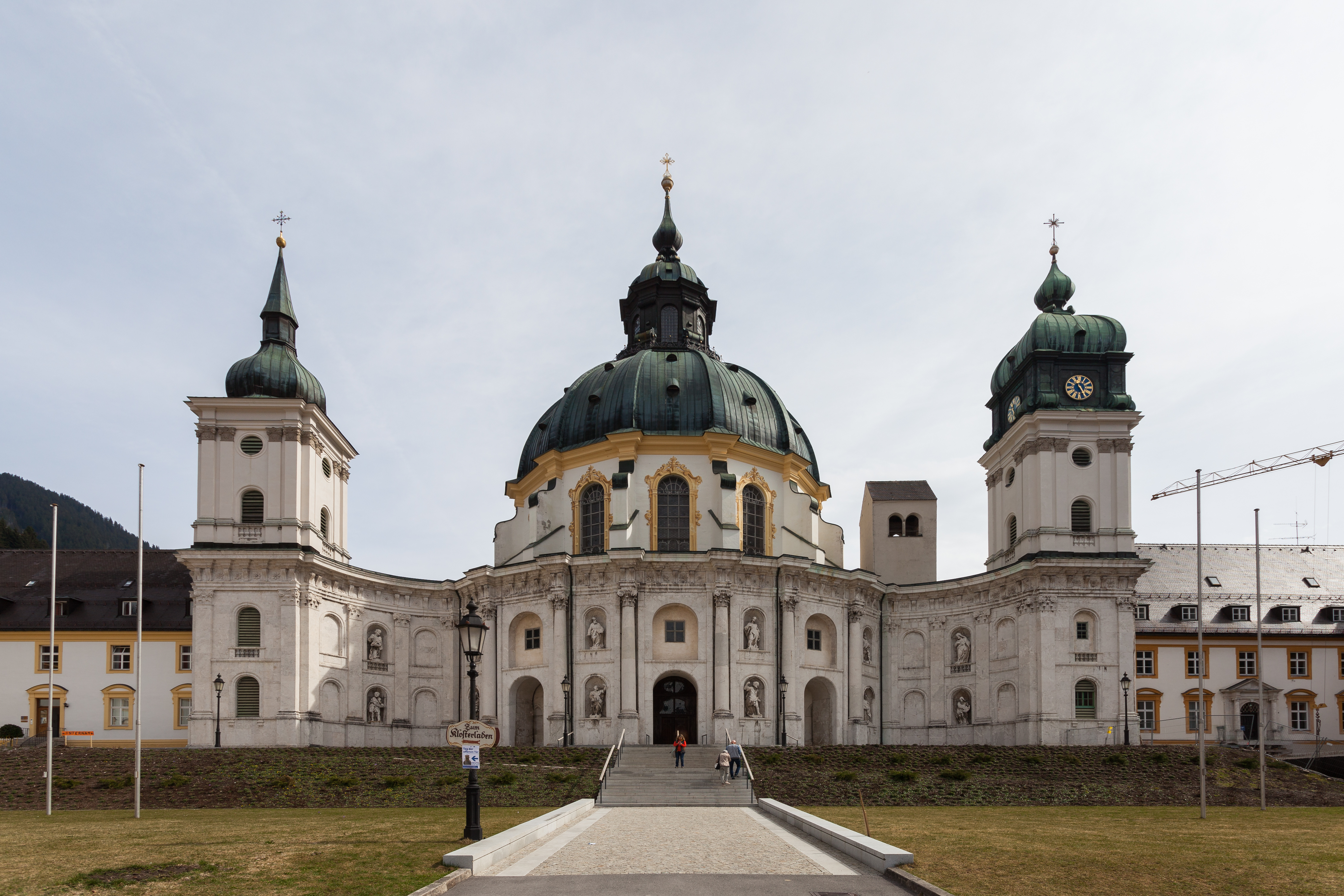
Klosterkirche Ettal
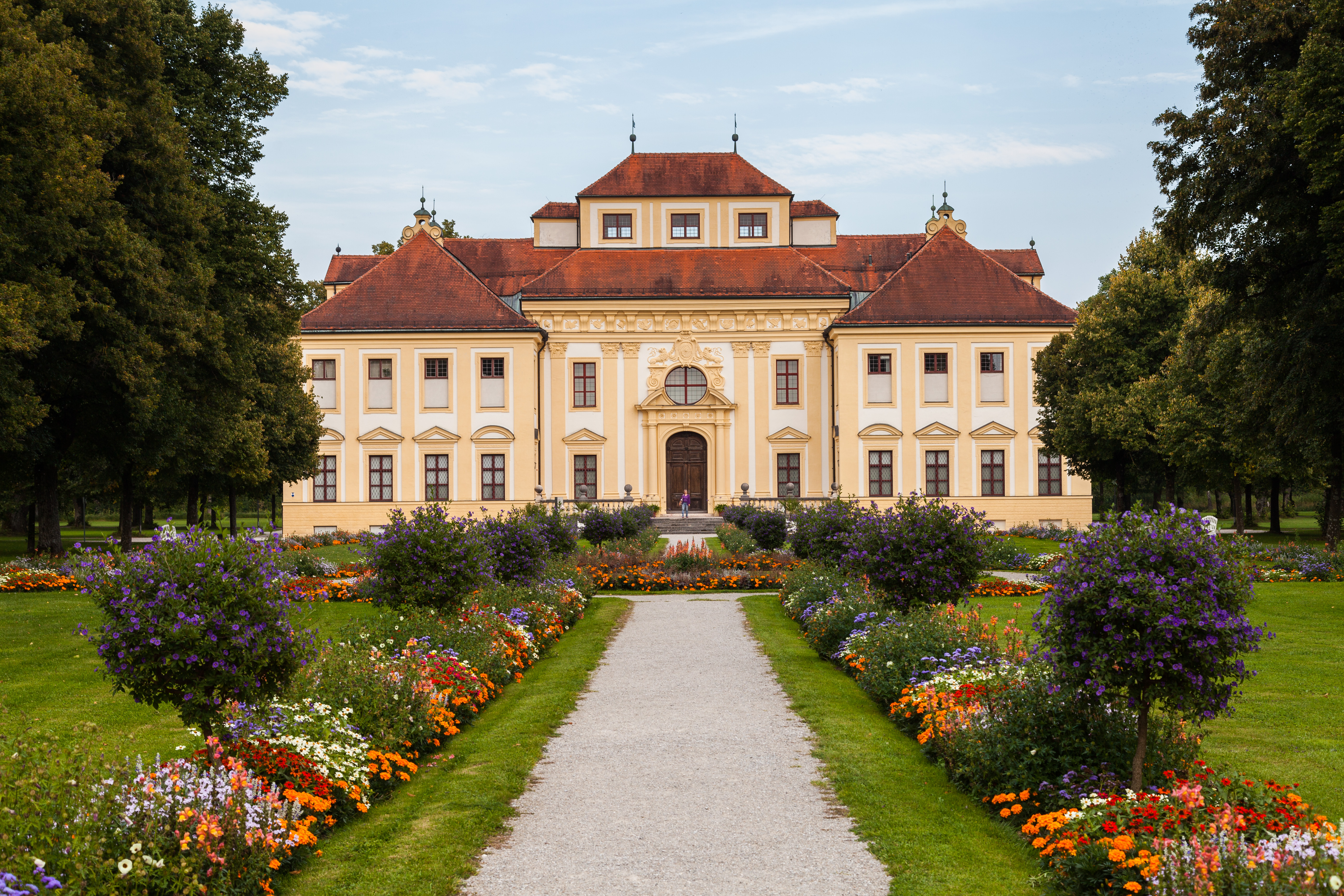
Schloss Lustheim
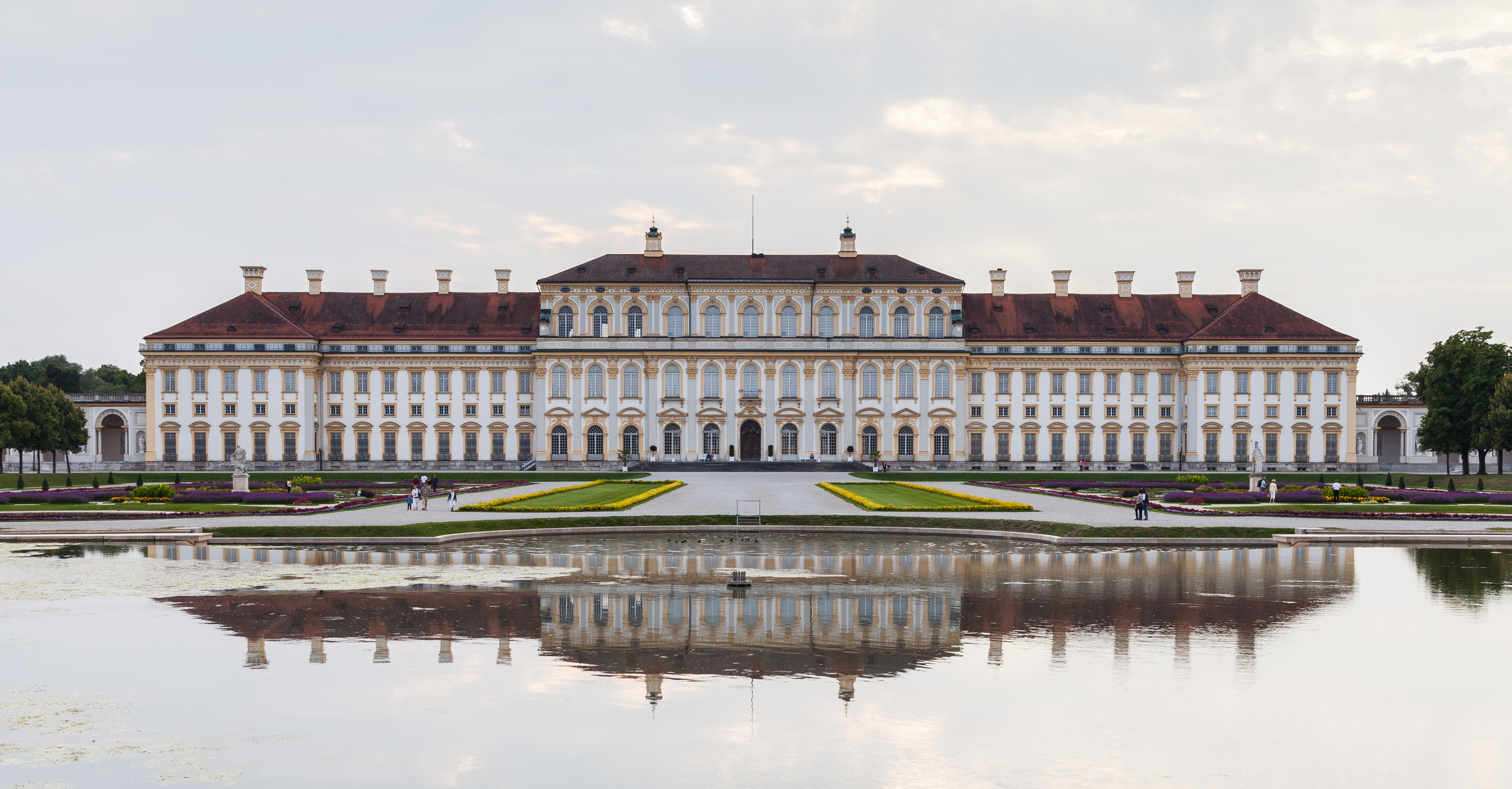
Schloss Schleißheim
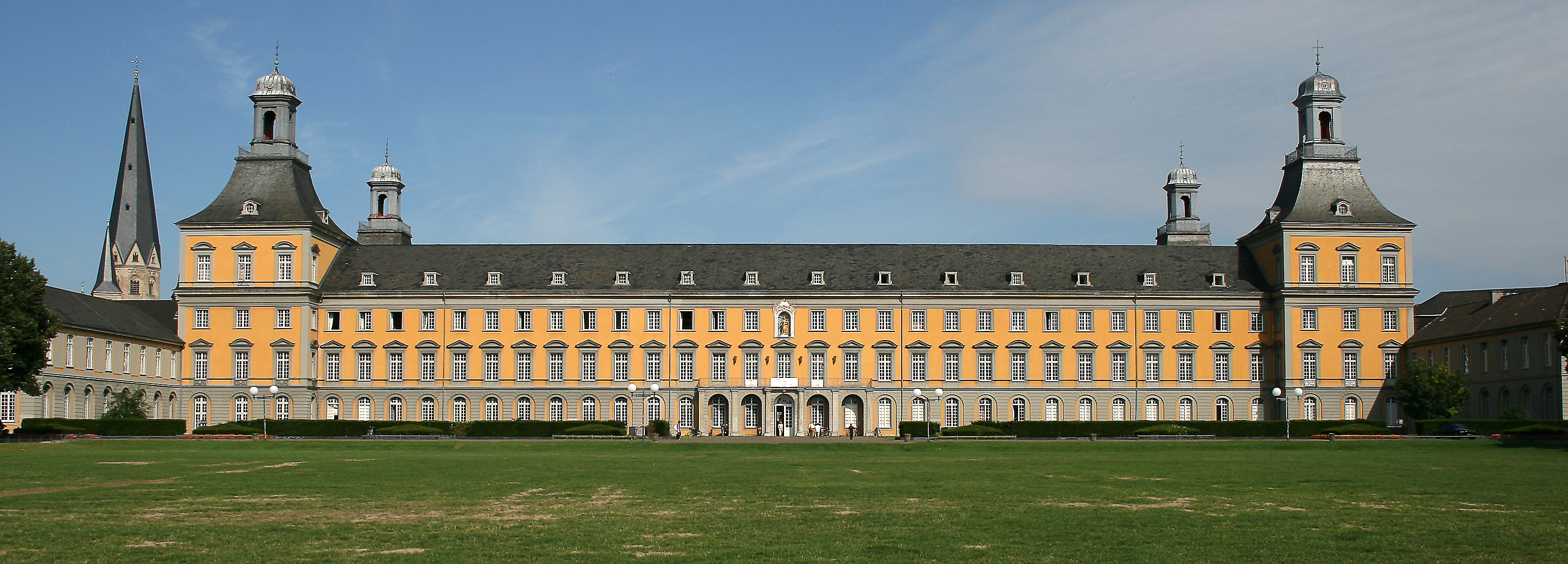
Schloss Bonn
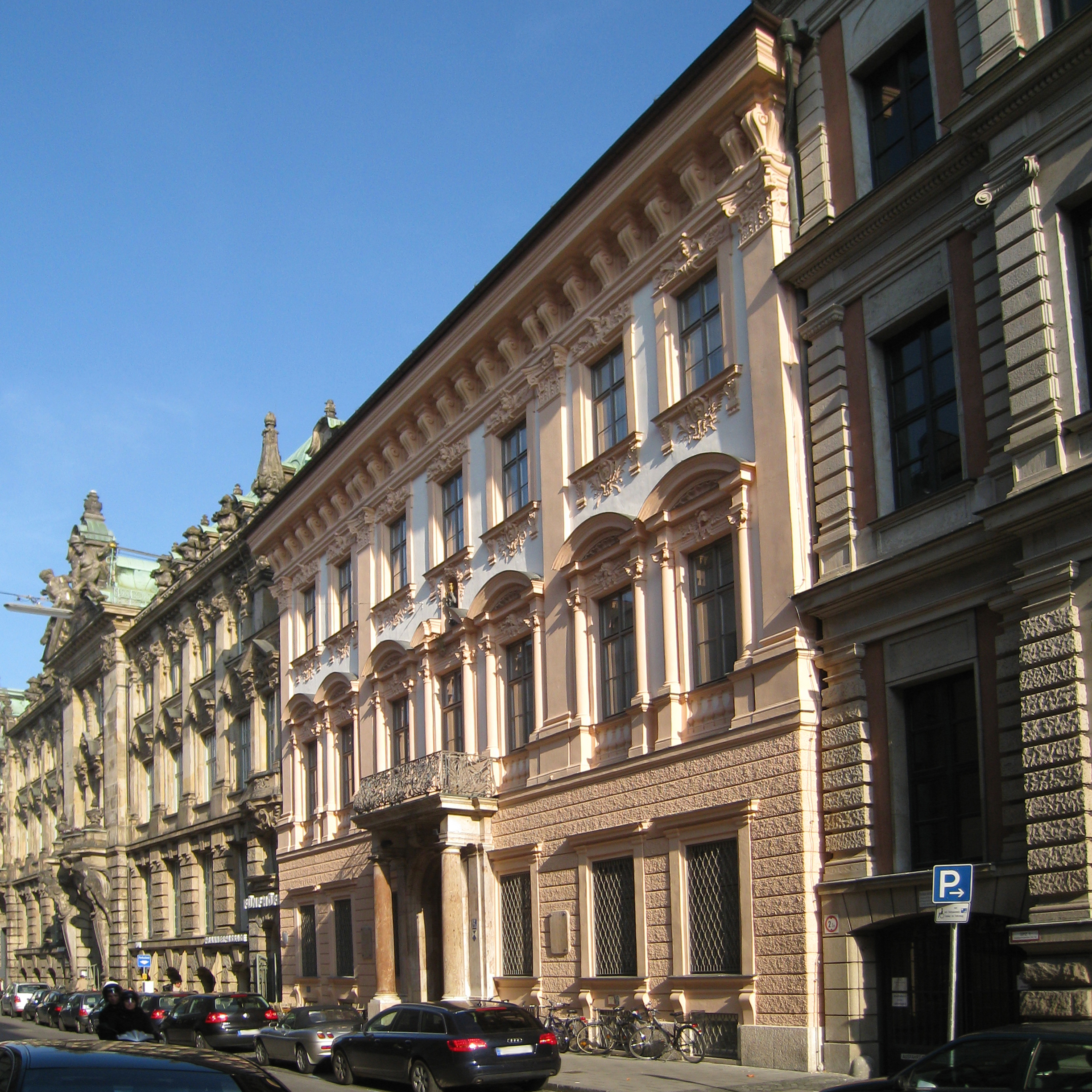
Palais Porcia